# Cooper Island (Britse Maagdeneilanden)
Cooper Island is een privé-eiland behorend tot de Britse Maagdeneilanden, een Britse Kroonkolonie. Het bevindt zich tussen Salt Island en Ginger Island en ligt ongeveer 13 km van de hoofdstad Road Town. Cooper Island bevat een hotel, een restaurant, aanlegsteigers, en een strand. Alleen het strand en restaurant zijn publiek toegankelijk.

## Overzicht
De oorsprong van de naam is onduidelijk. Het kan een Nederlandse oorsprong hebben, maar kan ook verwijzen naar kuipers die cederhout van het eiland gebruikten om rumvaten van te maken. In de 19e eeuw was er een plantage gevestigd op het eiland, en was een klein fort gebouwd om het eiland te verdedigen tegen piraten en Spanjaarden.
In de 20e eeuw veranderde het eiland vele malen van eigenaar. Er was een strandclub op het eiland gebouwd die in de jaren 1980 werd veranderd in een bar-restaurant. In 1992 werden vakantiehuizen toegevoegd. In 2009 werd het verkocht aan de familie Harris die een ecotoerisme-resort op het eiland bouwde.
Rondom Cooper Island is het mogelijk om te snorkelen en te duiken. Er liggen scheepswrakken rond het eiland; sommige boten zijn opzettelijk tot zinken gebracht.

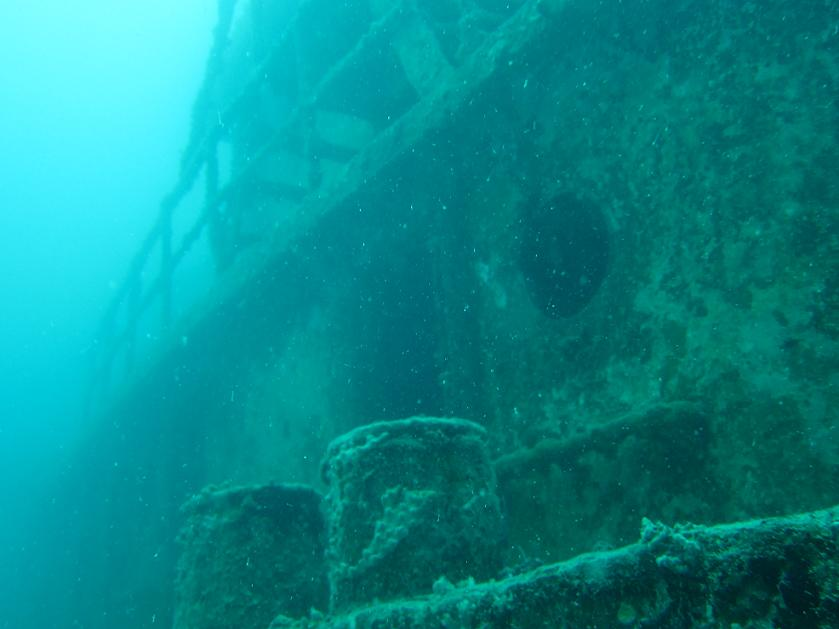
Het scheepswrak van Beatta

Anegada · Beef Island · Cooper Island · Dead Chest Island · Frenchman's Cay · Ginger Island · Jost Van Dyke · Necker Island · Norman Island · Peter Island · Salt Island · Tortola · Virgin Gorda